# Rede óptica síncrona
SONET (do inglês Synchronous optical networking, rede ótica síncrona) é um protocolo padronizado de multiplexação para redes de fibra ótica. É um protocolo de camada OSI 1.
SDH (do inglês Synchronous Digital Hierarchy, Hierarquia Digital Síncrona) é um protocolo padronizado de multiplexação para redes de fibra ótica. É um protocolo de camada OSI 1.
Ambas tecnologias são similares.